# عید مبارک
عید مبارک یک اصطلاح عربی است که توسط مسلمانان در سراسر جهان استفاده می شود. در سطح بین‌المللی مسلمانان آن را به عنوان تبریک در عید استفاده می کنند. در مفهوم اجتماعی، مردم معمولاً عید فطر را بعد از رمضان و عید قربان را در ماه ذی‌حجه جشن می‌گیرند. برخی بیان می کنند که تبریک گفتن عید، یک سنت فرهنگی است و تکلیف دینی نیست.در ایران، تبریک عید، تقریباً در همهٔ جشن‌های مذهبی و باستانی از جمله نوروز و عید غدیر خم نیز در گفتار عامیانه استفاده می‌شود.

خوشنویسی عید مبارک